# Lars Elstrup
Lars Dahl Elstrup (født 24. marts 1963) er en dansk fodboldspiller. Han nåede at spille 34 landskampe og score 13 mål.
Elstrup landsholdsdebuterede i august 1988 mod Sverige i Stockholm – Danmark vandt historisk 2-1 og Elstrup scorede begge mål inden han blev udskiftet. Hans vel mest berømte landsholdsmål scorede han i kampen mod Frankrig den 17. juni 1992 under EM-slutrunden i Sverige. Målet til 2-1 betød, at Danmark gik videre til semifinalen for sidenhen at vinde turneringen.
På klubplan spillede han for IF Fjorden, Randers Freja, Brøndby IF, SC Feyenoord, Luton Town F.C. og OB.
I oktober 1993 blev han medlem af det spirituelle fællesskab Sangha i Højby ved Odense og ændrede sit navn til Darando, der betyder "Floden strømmer mod havet". Senere blev han medstifter af Solens Hjerte, et terapeutisk, spirituelt bofællesskab, beliggende i Holmstrup ved Odense, og ændrede sit navn tilbage til Lars Elstrup.
I 2000 brød han med det spirituelle fællesskab og gjorde sig endnu engang bemærket i medierne med en mere eller mindre mærkværdig opførsel – bl.a. sad han i skrædderstilling på Trafalgar Square i London, med underbukser på og med hænderne foran kønsdelene, så folk opfattede det som om, han var nøgen. Han har siden 2000 boet i Vissenbjerg lidt uden for Odense, men sommeren 2007 købte han en husbåd ved Nyhavn, som han har gjort til sit nye sommerhjem. Han bor i en lejlighed i Hellerup og lever af de penge, han tjente som fodboldspiller.